# Rila-hegység
A Rila vagy Rila-hegység (bolgárul: Рила) hegység Bulgária délnyugati részén, a Rila–Rodopei-masszívum része. Legmagasabb pontja a 2925 m magas Muszala, ezzel az ország és a Balkán legmagasabb hegysége, egyben a hatodik legmagasabb Európában a Kaukázus, az Alpok, a Sierra Nevada, a Pireneusok és az Etna után. Területének legnagyobb része a Rilai Nemzeti Parkhoz tartozik. Innen ered, illetve gyűjti össze a vizet a négy legnagyobb vízrendszer: a Marica, a Meszta, az Iszker és a Sztruma.

## Jellemzői
Az ókorban Dunax néven ismerték. A Rila név elképzelhető, hogy trák eredetű, és „bőséges vizet”-et jelent. Ez a hegységben található mintegy 200, glaciális eredetű tóra és a hegy lábánál fakadó hőforrásokra utalhat. Más kutatók véleménye szerint a szláv riti, rija („ás”, „kapar”) szóból eredhet.
A hegység 2629 km² területű, átlagmagassága 1487 méter. Területének harmada 2000 méternél magasabban fekszik. A Pirinnel és a Rodopével úgynevezett nyergek kötik össze, melyek járhatóak. Röghegység, főképp kristályos palából áll, beékelődő gránittömbökkel. Éghajlata magashegységi, több csapadékkal, mint a környező területeken, kevesebb a napsütéses órák száma, jelentős a felhő- és ködképződés. A hó sokáig megmarad. Jellemzően tűlevelű erdők képezik a növényzet nagy részét 2000 méterig (feketefenyő, erdeifenyő, lucfenyő, jegenyefenyő, balkáni páncélfenyő), alatta bükkerdők találhatók, a tűlevelűek felett pedig törpefenyő és boróka telepedett meg, ezek felett pedig alpesi legelők vannak.
Hagyományosan négy részre osztják. A központi, átlagmagasság szerinti legmagasabb részt Szaklavica néven is ismerik, itt a legmagasabb csúcs a Cserna poljana, 2716 méterrel. A Muszala a Keleti-Rilában található, 1932-ben itt építették fel a Balkán-félsziget első magashegységi meteorológiai megfigyelőállomását. A Keleti-Rilában ered a Marica és a Meszta. Az északnyugati részben 2600-2700 méter fölötti csúcsok találhatóak, mint a Majlovica, vagy a Goljam Kupen. Ezen a részen fekszik a Hét rilai tó. A délnyugati rész alacsonyabb, mint a többi, a Fikiro-hegy 2666 méter magas, az Angelov 2643 m.

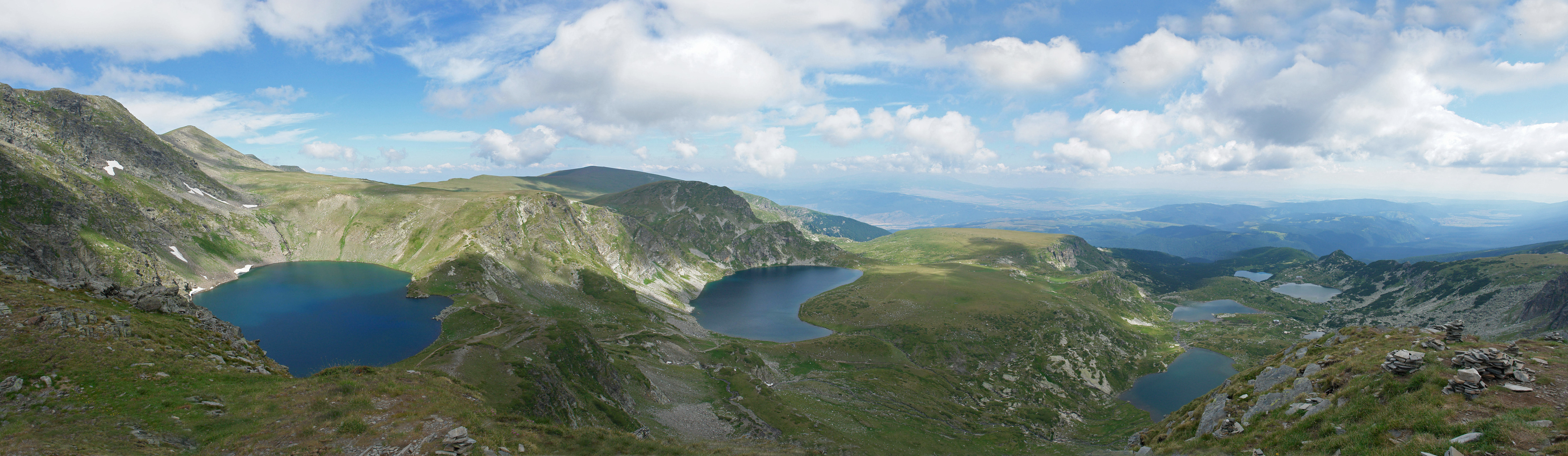
A Hét rilai tó völgye

## Kulturális jelentősége
Kulturális szempontból a hely Bulgária legnagyobb és legjelentősebb kolostoráról, a Rilai kolostorról nevezetes, amelyet a 10. században alapított Rilai Szent János.

## Fordítás
- Ez a szócikk részben vagy egészben a Rila című angol Wikipédia-szócikk ezen változatának fordításán alapul.  Az eredeti cikk szerkesztőit annak laptörténete sorolja fel. Ez a jelzés csupán a megfogalmazás eredetét és a szerzői jogokat jelzi, nem szolgál a cikkben szereplő információk forrásmegjelöléseként.